# Cuba nos Jogos Paralímpicos
Cuba participou pela primeira vez dos Jogos Paralímpicos em 1992, e enviou atletas para todos os Jogos Paralímpicos de Verão desde então. Por outro lado, o país nunca participou de uma edição dos Jogos Paralímpicos de Inverno.